# 筒井順興
筒井 順興（つつい じゅんこう）は、大和国の戦国大名。筒井順尊の次男。松倉政秀の父とも言われる。筒井順慶の祖父。生年月日は明応2年7月7日（1493年8月18日）とも言われる。号は良舜坊。

## 略歴
大永元年（1521年）、兄・順賢の跡を継いで当主となり、越智氏と和睦してその娘を娶った。同年3月、10代将軍・足利義稙が管領細川高国と仲違いして和泉国を経て淡路島に出奔した後10月に堺に上陸、畠山尚順・畠山義英が呼応して畠山稙長（尚順の子）と戦った時、順興は越智家栄と共に稙長側に参陣、義英軍を打ち破った。その後も稙長軍に属して義英と戦った。
享禄元年（1528年）、柳本賢治が大和に侵攻して苦戦を強いられるが、享禄3年（1530年）に賢治が暗殺されたのも束の間、天文元年（1532年）に大和で一向一揆が発生、十市遠治や越智氏と協力して鎮圧に努めた（天文の錯乱）。
衰退した筒井氏を再興して大和に勢力を築き、十市氏など周辺の国人領主と縁戚関係を結ぶなどして勢力を拡大していった。